# Wasyliwka (rejon bachmucki)
Wasyliwka (ukr. Василівка) – wieś na Ukrainie, w obwodzie donieckim, w rejonie bachmuckim. W 2001 liczyła 142 mieszkańców.